# Verbiesles
Verbiesles é uma comuna francesa na região administrativa de Grande Leste, no departamento de Haute-Marne. Estende-se por uma área de 11,36 km². Em 2010 a comuna tinha 347 habitantes (densidade: 30,5 hab./km²).